# Партизански отряд „Петко Енев“
Партизански отряд „Петко Енев“ е подразделение на Пета Старозагорска въстаническа оперативна зона на НОВА по време на партизанското движение в България (1941-1944). Действа в района на Нова Загора.
Първите партизани в Новозагорско излизат в нелегалност през 1943 г. Формират Новозагорската чета. През март 1944 г. след масовизиране прераства в отряд „Петко Енев“. Наименуван е на загиналия през Априлските събития в България (1925) деец на БКП Петко Енев. Командир на отряда е Христо Кожухаров, политкомисар Слави Баджаков.
Във взаимодействие с Партизански отряд „Георги Димитров“ се съсредоточава в Твърдишкия проход на Стара планина. Напада и овладява каменовъглените мини „Българка“, „Бутора“, „Надежда“, „Твърдица“, „Вулкан“, „Ерма“ и др. Снабдява се с оръжие, боеприпаси и продоволствие. 
През юли 1944 г. влиза в състава на Партизанска бригада „Георги Димитров“.
На 9 септември 1944 г. участва в установяване управлението на ОФ в гр. Нова Загора..